# Clefmont
Clefmont ist eine französische Gemeinde mit 155 Einwohnern (Stand 1. Januar 2022) im Département Haute-Marne in der Region Grand Est; sie gehört zum Arrondissement Chaumont.

## Geografie
Clefmont liegt rund 28 Kilometer südöstlich der Stadt Chaumont im Süden des Départements Haute-Marne.

## Geschichte
Die Mechanisierung der Landwirtschaft führte zu einer starken Abwanderung im späten 19. Jahrhundert und im 20. Jahrhundert. Clefmont war historisch Teil der Baillage de Chaumont innerhalb der Provinz Champagne. Der Ort gehörte von 1793 bis 1801 zum District Bourmont und war von 1793 bis 2015 Hauptort des Kantons Clefmont.

### Bevölkerungsentwicklung
| Jahr                       | 1962 | 1968 | 1975 | 1982 | 1990 | 1999 | 2006 | 2012 | 2019 |
| Einwohner                  | 216  | 237  | 235  | 229  | 225  | 219  | 209  | 216  | 168  |
| Quellen: Cassini und INSEE |      |      |      |      |      |      |      |      |      |

## Sehenswürdigkeiten
- Burg Clefmont aus dem 11. Jahrhundert
- Dorfkirche Saint-Thibaut (älteste Teile aus dem 12. Jahrhundert)[1]
- alter Ziehbrunnen

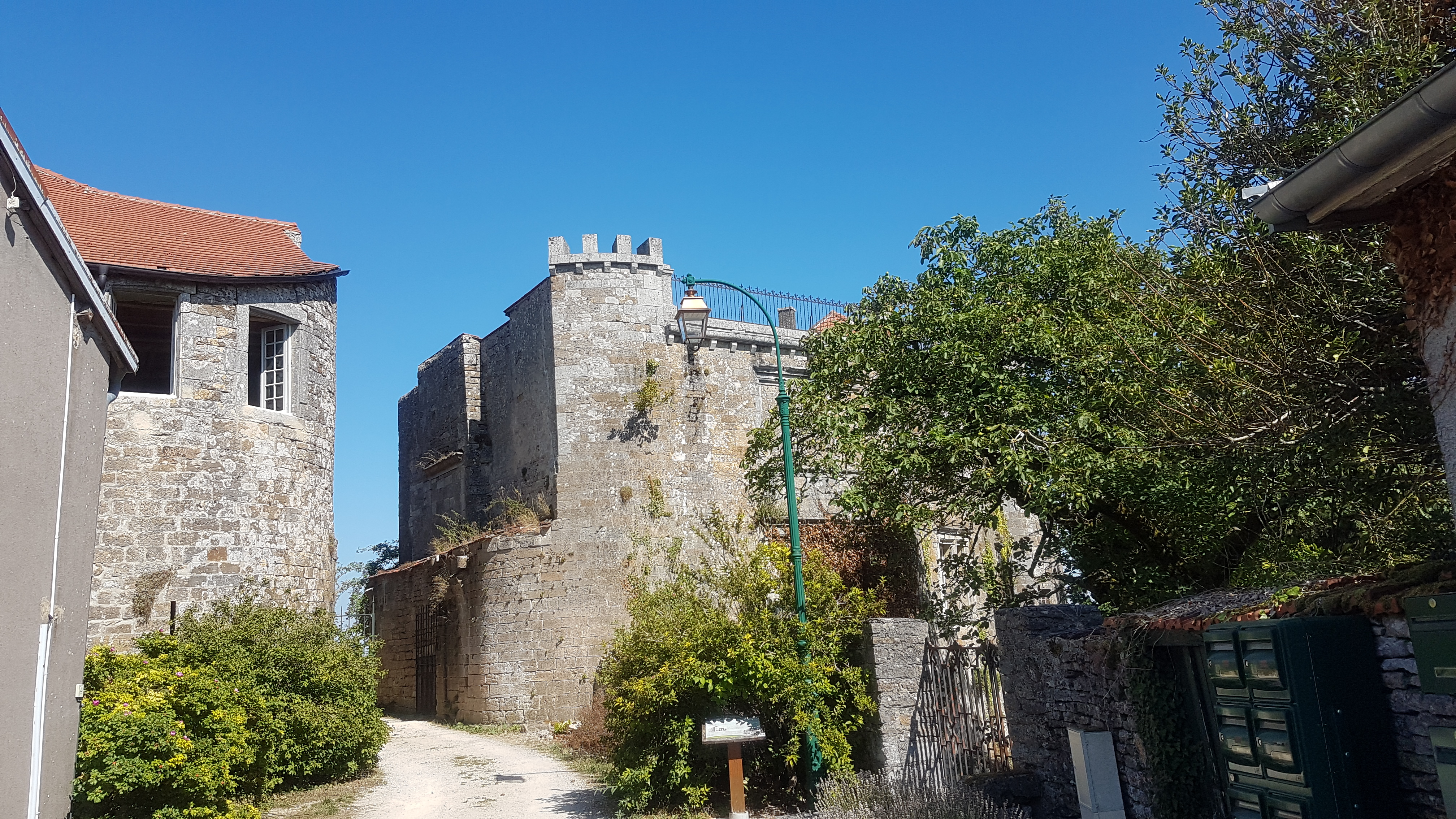
Burg Clefmont
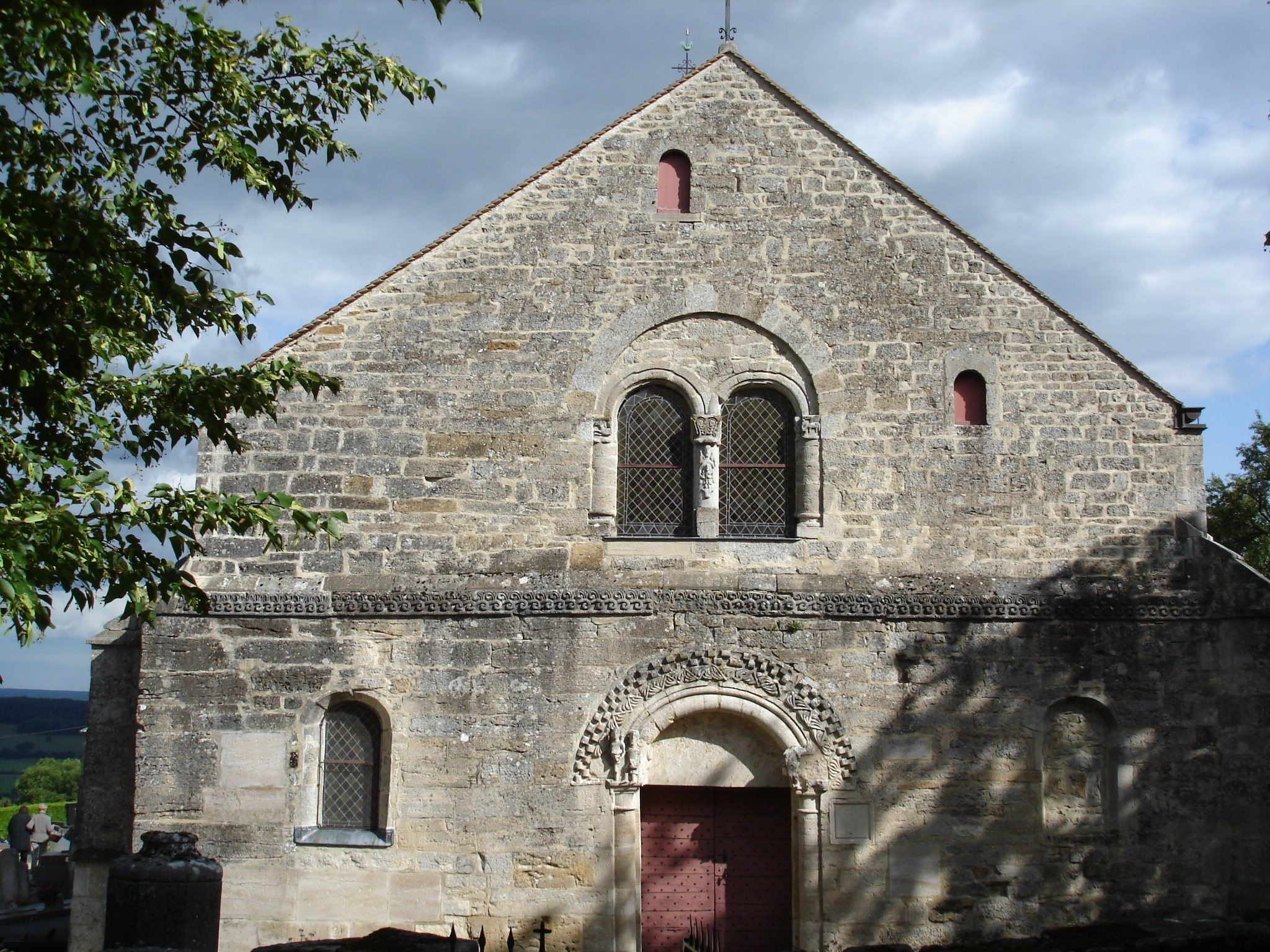
Romanische Fassade der Kirche
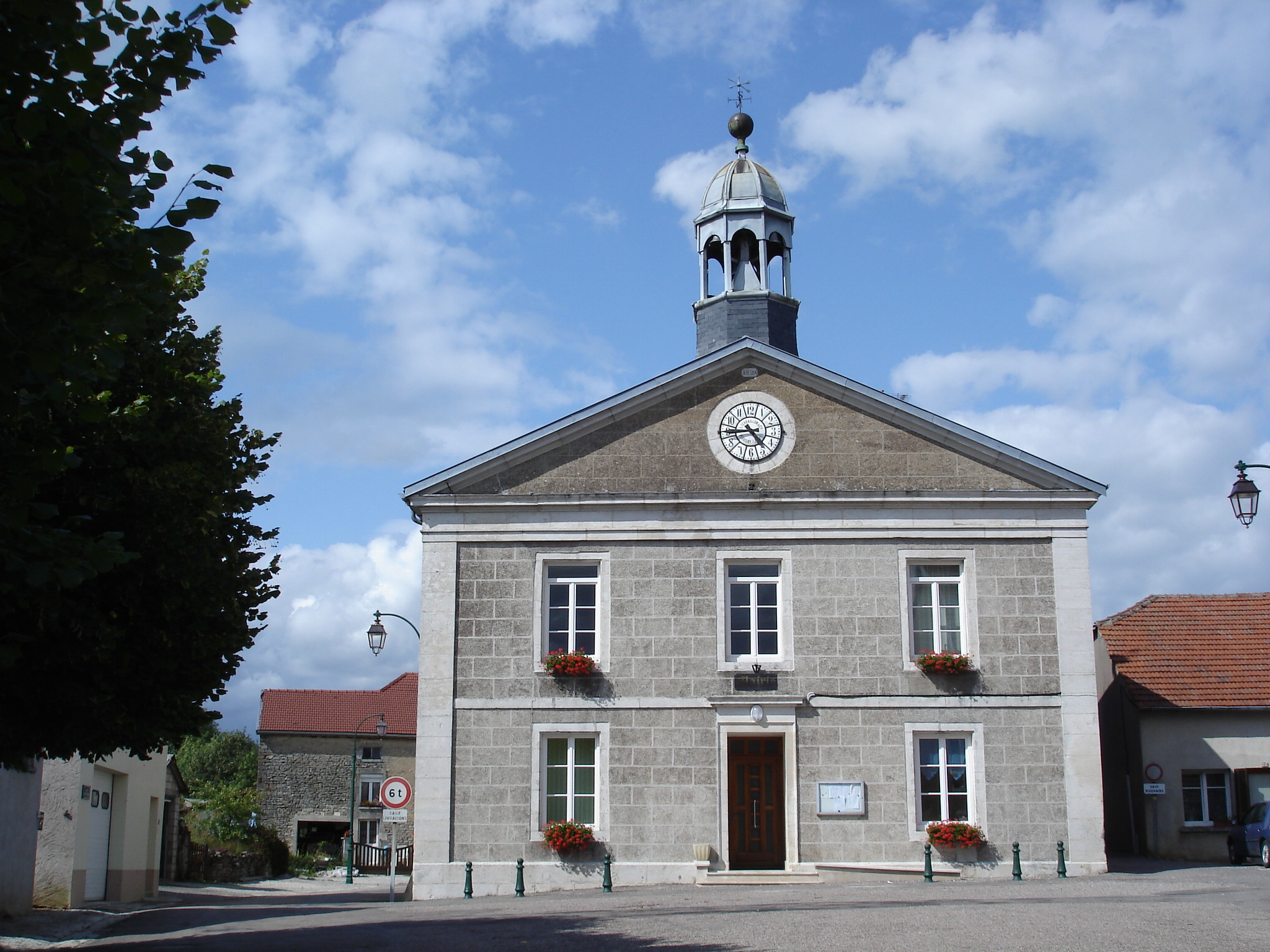
Rathaus (Mairie)